# Kūkaniloko Birthstones State Monument
Das Kūkaniloko Birthstones State Monument ist ein Bodendenkmal nahe dem Ort Wahiawā auf Oʻahu; zum Komplex gehören etwa 180 Steine, die mindestens auf das 14. Jahrhundert zurückreichen. Hier wurden der Legende nach die Kinder der Häuptlinge zur Welt gebracht. Am 11. April 1973 wurde das Kūkaniloko Birthstones State Monument als historische Stätte in das National Register of Historic Places aufgenommen.